# Grå hjärtknäppare
Grå hjärtknäppare (Dicronychus cinereus) är en skalbaggsart som först beskrevs av Johann Friedrich Wilhelm Herbst 1784.  Grå hjärtknäppare ingår i släktet Dicronychus, och familjen knäppare. Det är osäkert om arten förekommer i Sverige.